# José María Gálvez
José María Gálvez Alonso (Matanzas, 5 de septiembre de 1834-La Habana, 12 de mayo de 1906) fue un abogado, periodista y político español y cubano. Miembro destacado del autonomismo en Cuba durante la etapa de dominio español de la isla, fue fundador del Partido Liberal Autonomista de Cuba (1878) y dirigió la Sociedad Económica de Amigos del País, además de ser presidente del efímero gobierno autónomo de Cuba (1898), surgido de la promulgación de la Carta Autonómica de Cuba (1897).

## Vida

### Estudios
Nació en el seno de una acomodada familia cubana, inició sus estudios primarios en el colegio El Salvador, luego de esto ingresó en la Universidad de La Habana, donde se graduó en Derecho en 1858.

### Inicios en la política
El 10 de octubre de 1868, cuando el líder revolucionario Carlos Manuel de Céspedes lanzó el Grito de Yara, Gálvez tuvo empatía inmediata con los rebeldes, ya que veía en su acción la única salida para que Cuba recobrara su libertad. Así mismo, durante la guerra de los Diez Años (1868-1878), Gálvez colaboró con el importante núcleo revolucionario cubano que se encontraba exiliado en Nueva York, donde se hizo cargo de la dirección del diario La Revolución, órgano de propaganda del movimiento independiente. Allí, además de escribir innumerables artículos, bajo seudónimo, en los que denunciaba los atropellos de las autoridades españolas y llamaba a la población cubana a adherirse a la revolución liderada por Céspedes. 
Una vez que las autoridades españolas descubrieron la paternidad de los escritos, Gálvez fue procesado y condenado a la pena de muerte, castigo que le fue conmutado por el del exilio en la isla de Pinos.
La Paz de Zanjón, firmada el 10 de febrero de 1878, entre el Gobierno de España, representado por el general Arsenio Martínez Campos, y los revolucionarios cubanos Emilio Luaces y Ramón Roa, propició un breve período de paz para la isla, a la par que se concedió una amplia amnistía para los presos políticos de la que se aprovechó Gálvez. Pero, al obtener la libertad, Gálvez se sintió profundamente decepcionado por las continuas disputas internas dentro de la causa revolucionaria, las cuales propiciaron la defenestración de sus dos personajes más válidos: el expresidente Céspedes y el general Quesada, auténtico héroe de guerra en la pasada contienda. Gálvez se alineó ideológicamente a la causa postulada por la burguesía criolla que negaba la capacidad del país para la independencia absoluta, y aún fue más lejos al hacer público su convencimiento de que una separación radical del régimen español equivaldría a entregar la isla al caos absoluto y a la anarquía política.

### Fundación del Partido Liberal Autonomista

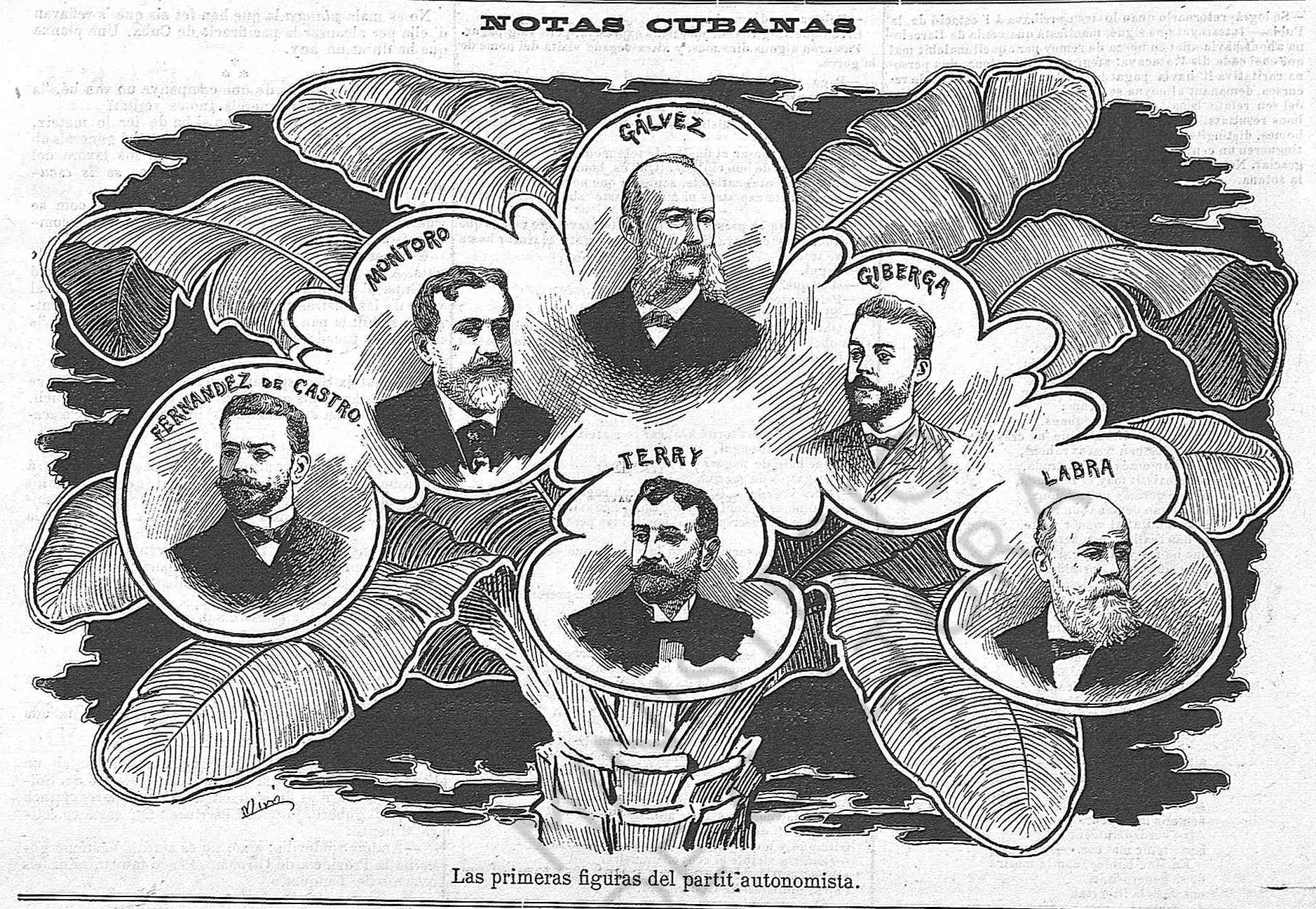
Ilustración en La Campana de Gracia (1897) firmada por Miró en la que aparecen las principales figuras del partido autonomista cubano: Fernández de Castro, Montoro, Gálvez, Terry, Giberga y Labra.

Justo al poco tiempo de firmarse la paz con las autoridades españolas, Gálvez fundó el partido liberal autonomista, al que después añadiría el adjetivo de Autonomista, formación de trascendental importancia a la hora de llevar a cabo un programa de transición cuyo último objetivo era la consecución definitiva de la independencia una vez que el país se mostrara preparado y maduro para tal realidad. Desde el año de su fundación, en el año 1878, hasta la consecución de la independencia en 1898, toda la política cubana giró en torno al partido de Gálvez, pues sostuvo una fuerte lucha por el poder con el Partido Conservador Integrista, mucho más radical a la hora de abordar la transición política, ya que optaba por la insurrección pura y dura contra el dominio español para acelerar el proceso de independencia.

### Presidencia de Cuba
Al conceder la Corona de España la capacidad de autogobierno a la isla, por la Carta Autonómica de Cuba (1897), el 1 de enero de 1898, Gálvez tomó posesión de la presidencia del Gobierno autónomo hasta su disolución definitiva, el 17 de julio del mismo año, fecha en la que las fuerzas militares españolas se rindieron y entregaron la isla a las tropas estadounidenses. El 1 de enero de 1899, Estados Unidos se hizo cargo del Gobierno de la isla, circunstancia que determinó en Gálvez la decisión de retirarse definitivamente de la actividad política, totalmente agotado y desencantado por la evolución y el cariz que habían tomado los últimos acontecimientos políticos.

### Otras actividades
Fuera del ámbito estrictamente político, Gálvez fue vicepresidente de la Sociedad Económica de Amigos del País (1880-1881) y presidente de la misma (1882-1890). Ejerció el periodismo publicando a menudo bajo seudónimo, y obtuvo fama de buen abogado, de fácil oratoria, sobria y clara de su ingente producción como periodista podemos destacar los numerosos artículos que publicó en los diarios cubanos La Independencia, El Triunfo, El País, La Semana, La América, El Foro Cubano y El Tábano. Acabó convencido de que para Cuba hubiera sido mucho mejor la evolución que la revolución llevada a cabo con ayuda de Estados Unidos.